# Andrographis
Andrographis is een geslacht van kruiden en struiken uit de acanthusfamilie (Acanthaceae). De soorten komen voor in tropisch Azië.

## Soorten
- Andrographis affinis Nees
- Andrographis alata (Vahl) Nees
- Andrographis atropurpurea (Dennst.) Alston
- Andrographis beddomei C.B.Clarke
- Andrographis chendurunii E.S.S.Kumar, A.E.S.Khan & S.G.Gopal
- Andrographis echioides (L.) Nees
- Andrographis elongata (Vahl) T.Anderson
- Andrographis explicata (C.B.Clarke) Gamble
- Andrographis glandulosa (B.Heyne ex Roth) Nees
- Andrographis gracilis Nees
- Andrographis lawsonii Gamble
- Andrographis lineata Nees
- Andrographis lobelioides Wight
- Andrographis longipedunculata (Sreem.) L.H.Cramer
- Andrographis macrobotrys Nees
- Andrographis megamalayana Gnanasek., Karupp. & G.V.S.Murthy
- Andrographis monglunensis H.T.Chang & H.Chu
- Andrographis neesiana Wight
- Andrographis paniculata (Burm.f.) Nees
- Andrographis producta (C.B.Clarke) Gamble
- Andrographis rothii C.B.Clarke
- Andrographis rotundifolia (Sreem.) Sreem.
- Andrographis serpyllifolia (Rottler ex Vahl) Wight
- Andrographis stellulata C.B.Clarke
- Andrographis stenophylla C.B.Clarke
- Andrographis subspathulata C.B.Clarke
- Andrographis viscosula Nees

... · 
Acanthopsis · 
Acanthus · 
Achyrocalyx · 
Afrofittonia · 
Ambongia · 
Ancistranthus · 
Andrographis · 
Angkalanthus · 
Anisacanthus · 
Anisosepalum · 
Anisotes · 
Anomacanthus · 
Aphanosperma · 
Aphelandra · 
Ascotheca · 
Asystasia · 
Avicennia · 
Ballochia · 
Barleria · 
Barleriola · 
Blepharis · 
Borneacanthus · 
Boutonia · 
Brachystephanus · 
Bravaisia · 
Brillantaisia · 
Brunoniella · 
Calacanthus · 
Calycacanthus · 
Camarotea · 
Carlowrightia · 
Celerina · 
Cephalacanthus · 
Chalarothyrsus · 
Chamaeranthemum · 
Chileranthemum · 
Chlamydacanthus · 
Chlamydocardia · 
Chorisochora · 
Chroesthes · 
Clinacanthus · 
Clistax · 
Codonacanthus · 
Conocalyx · 
Cosmianthemum · 
Crabbea · 
Crossandra · 
Crossandrella · 
Cyclacanthus · 
Cynarospermum · 
Cyphacanthus · 
Danguya · 
Dasytropis · 
Dichazothece · 
Dicladanthera · 
Dicliptera · 
Dischistocalyx · 
Duosperma · 
Dyschoriste · 
Ecbolium · 
Echinacanthus · 
Elytraria · 
Encephalosphaera · 
Eranthemum · 
Eremomastax · 
Filetia · 
Fittonia · 
Forcipella · 
Glossochilus · 
Graphandra · 
Graptophyllum · 
Gymnostachyum · 
Gypsacanthus · 
Hansteinia · 
Haplanthodes · 
Harpochilus · 
Hemigraphis · 
Henrya · 
Herpetacanthus · 
Heteradelphia · 
Holographis · 
Hoverdenia · 
Hulemacanthus · 
Hygrophila · 
Hypoestes · 
Ichthyostoma · 
Isoglossa · 
Isotheca · 
Jadunia · 
Justicia · 
Kalbreyeriella · 
Kosmosiphon · 
Kudoacanthus · 
Lankesteria · 
Leandriella · 
Lepidagathis · 
Megalochlamys ·
Ruellia · 
Strobilanthes · 
Thunbergia · 
...